# Gosberton
Gosberton – wieś w Anglii, w hrabstwie Lincolnshire, w dystrykcie South Holland. Leży 50 km na południowy wschód od Lincoln i 149 km na północ od Londynu.
Miejscowość liczy 2500 mieszkańców.